# Une vie de chat
Une vie de chat (Engels: A Cat in Paris, Nederlands: Van de kat geen kwaad) is een animatiefilm uit 2010 van de Franse animatiestudio Folimage, geregisseerd door Jean-Loup Felicioli en Alain Gagnol. De film is een internationale coproductie van Frankrijk, België, Nederland en Zwitserland.

## Verhaal
Une vie de chat volgt een jonge Parisienne wier kat haar ertoe brengt een spannend mysterie te ontrafelen in de loop van een enkele avond.

## Stemverdeling
| Personage     | Franse stem       | Engelse stem      |
| ------------- | ----------------- | ----------------- |
| Jeanne        | Dominique Blanc   | Marcia Gay Harden |
| Claudine      | Bernadette Lafont | Anjelica Huston   |
| Nico          | Bruno Salomone    | Steve Blum        |
| Victor Costa  | Jean Benguigui    | JB Blanc          |
| Zoé           | Oriane Zani       | Lauren Weintraub  |
| Lucas         | Bernard Bouillon  | Matthew Modine    |
| Monsieur Bébé | Jacques Ramade    | Mike Pollock      |
| Mr. Hulot     | Jean-Pierre Yvars | Philippe Hartmann |
| Mr. kikker    | Patrick Ridremont | Gregory Cupoli    |
| Mr. Potato    | Patrick Descamps  | Marc Thompson     |

## Release en ontvangst
Une vie de chat ging op 15 oktober 2010 in première op het filmfestival Saint-Quentin Ciné-Jeune. De film werd in de bioscoop uitgebracht op 15 december 2010 in Frankrijk door Gébéka Films en in België en Nederland door Benelux Film Distributors, en op 22 december 2010 in Zwitserland door Agora Films.
De film werd genomineerd voor de Academy Award voor Beste Animatiefilm 2011 op de 84th Academy Awards. Tevens was de film in 2011 genomineerd voor een Annie Award voor beste animatiefilm en voor Beste animatiefilm op de 24e Europese Filmprijzen.

## Prijzen en nominaties
De belangrijkste:
| Jaar | Prijs                 | Categorie          | Genomineerde(n)    | Uitslag     |
| ---- | --------------------- | ------------------ | ------------------ | ----------- |
| 2012 | Academy Award (Oscar) | Beste animatiefilm | Beste animatiefilm | Genomineerd |
| 2011 | Europese filmprijzen  | Beste animatiefilm | Beste animatiefilm | Genomineerd |
| 2011 | Annie Award           | Beste animatiefilm | Beste animatiefilm | Genomineerd |
| 2011 | César                 | Beste animatiefilm | Beste animatiefilm | Genomineerd |